# Церква Святої Параскеви П'ятниці (Олійникова Слобода)
Церква Святої Великомучениці Параскеви П'ятниці — чинна дерев'яна церква у селі Олійникова Слобода на Київщині. Щойно виявлена пам'ятка архітектури. Парафія належить до Білоцерківського благочиння Переяславсько-Вишневської єпархії Православної церкви України. 

## Розташування

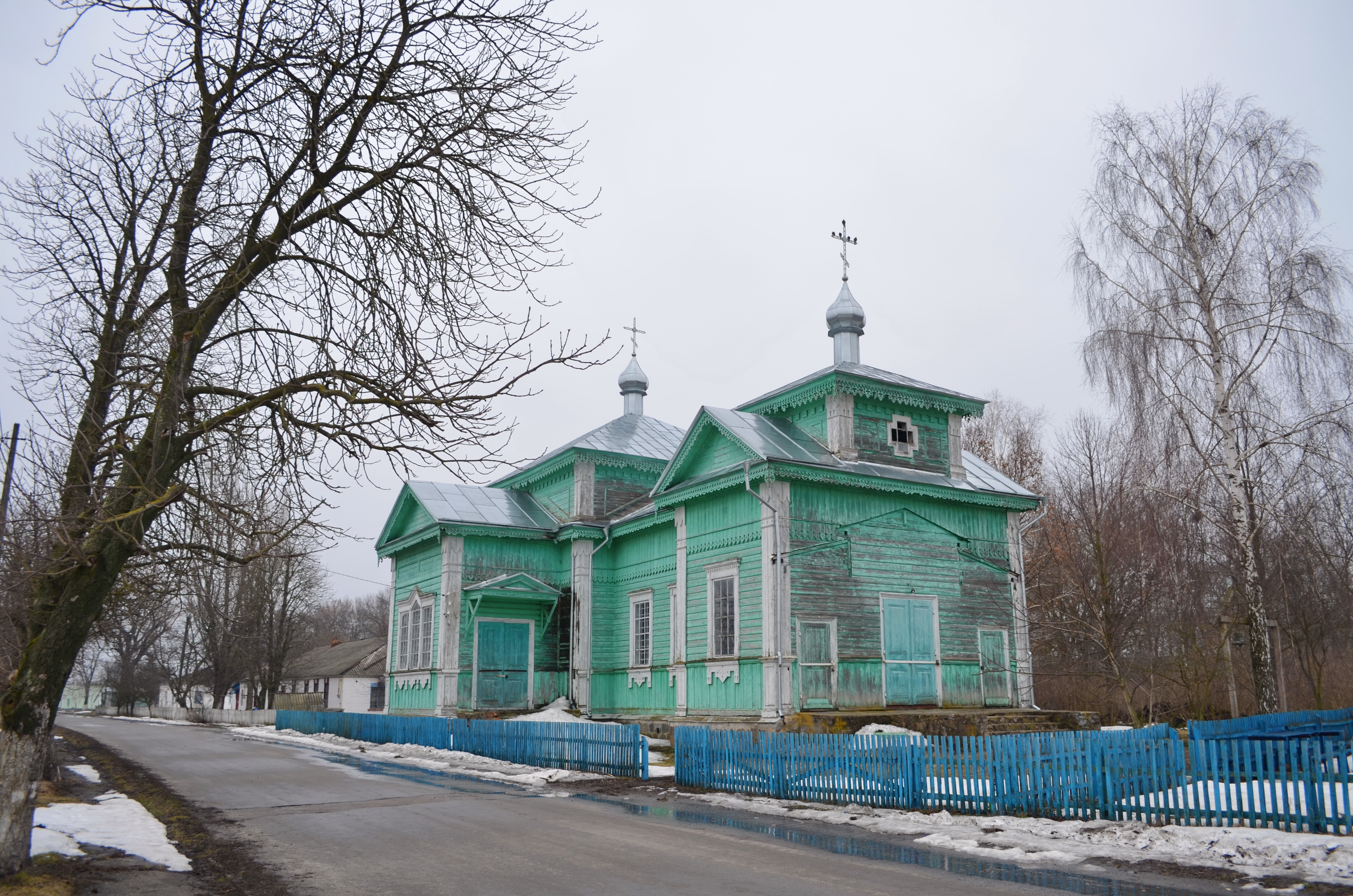

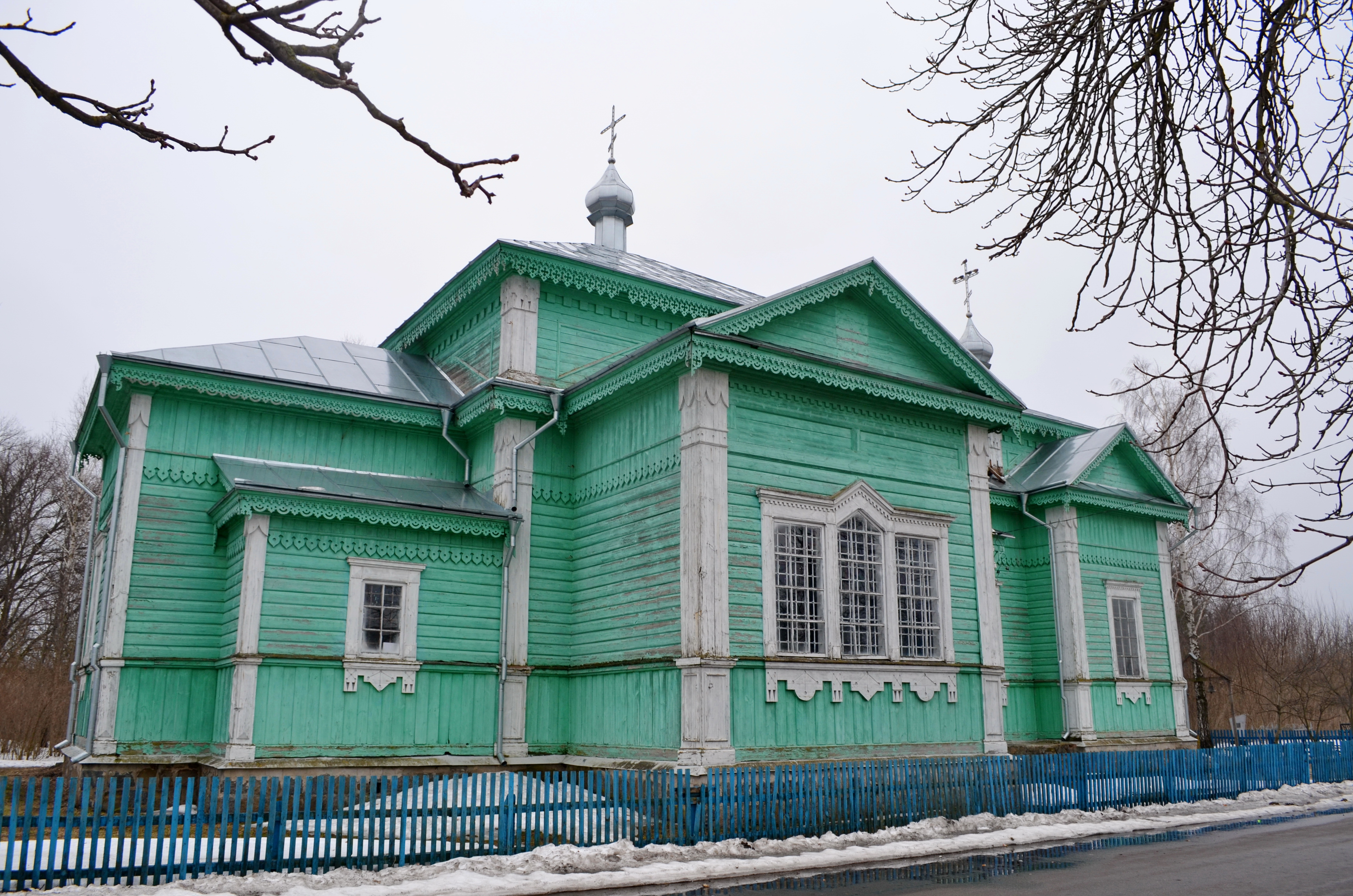

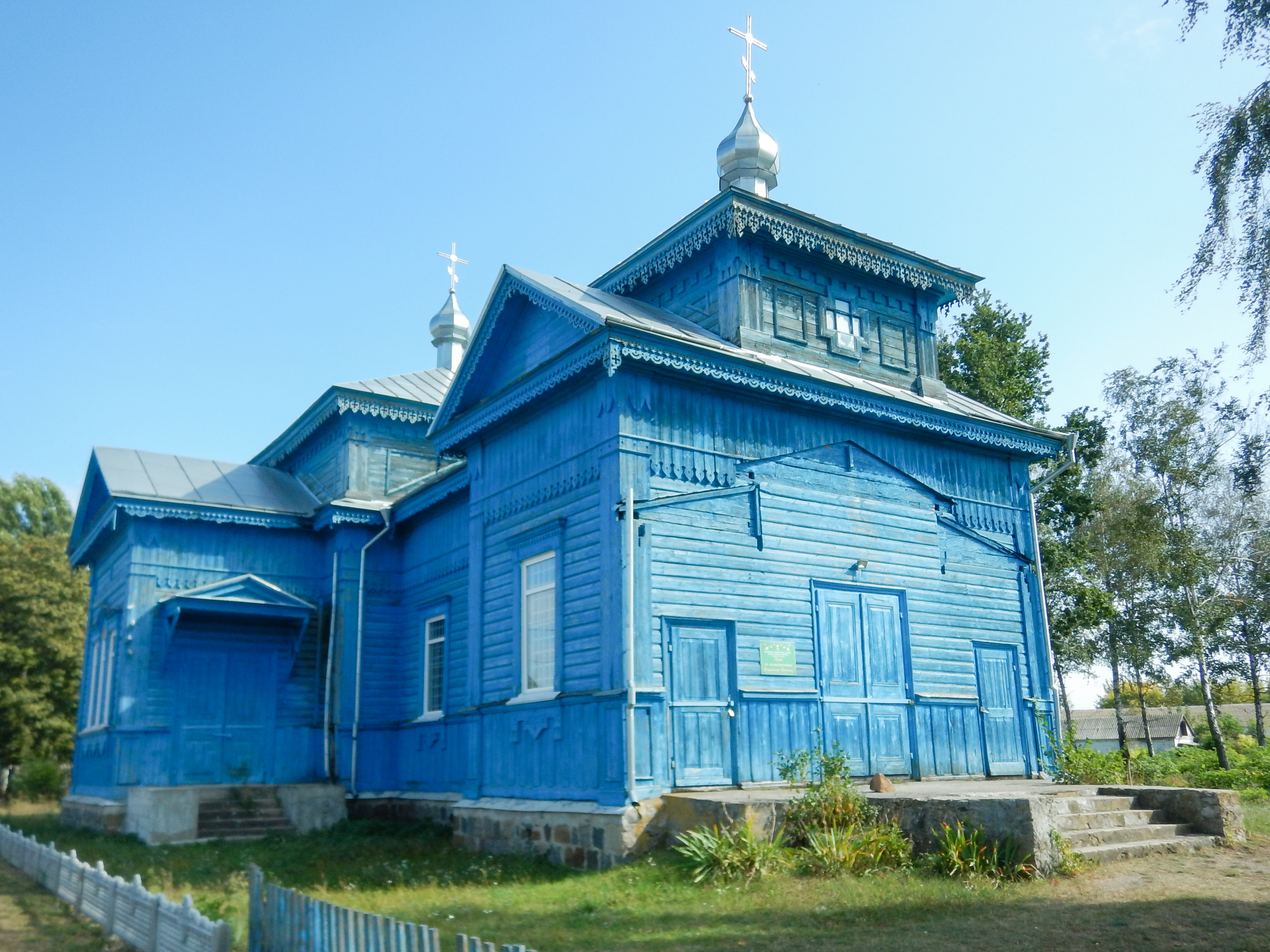

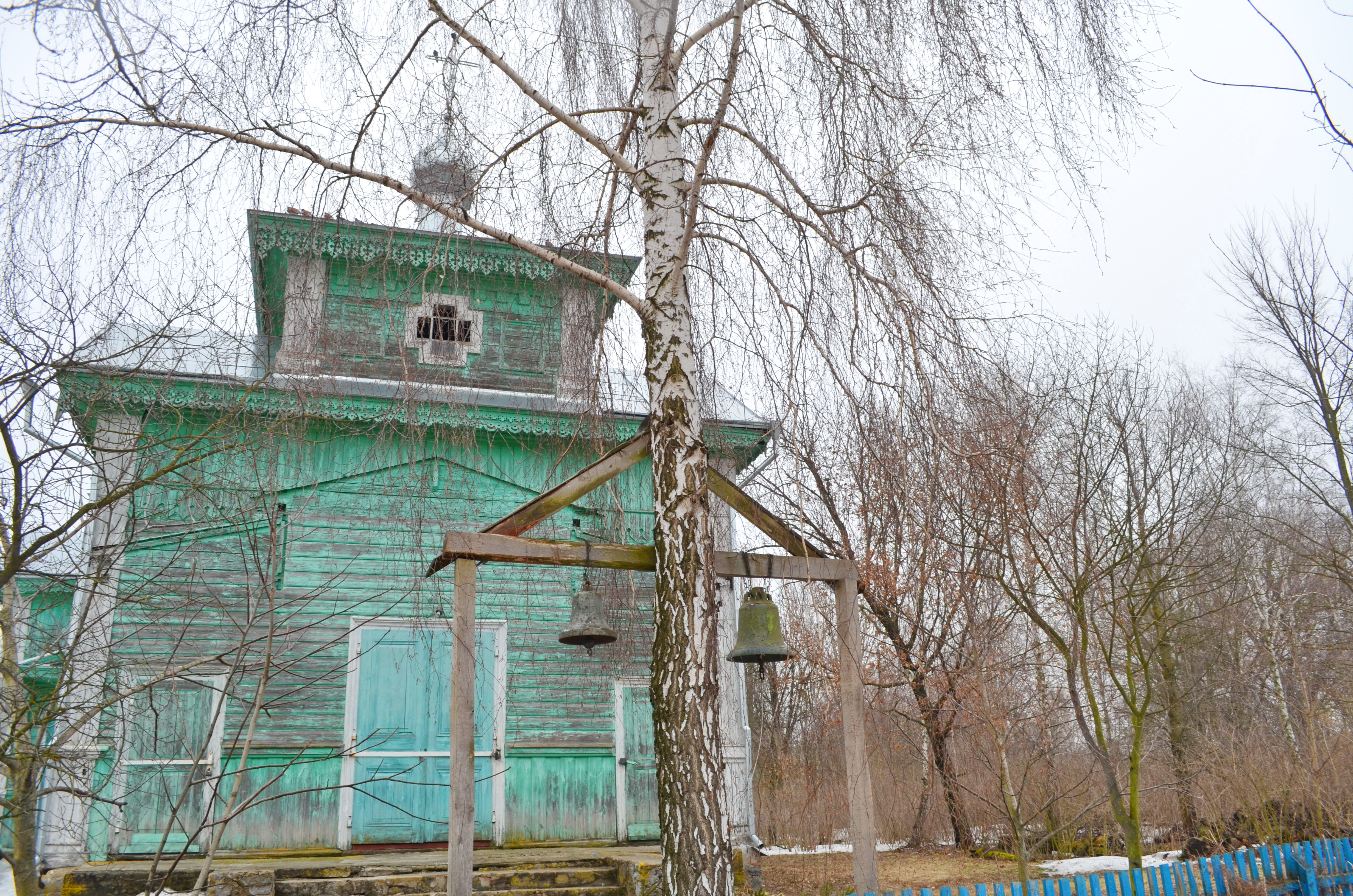

Церква знаходиться у центральній частині села Олійникова Слобода.

## Історія
Перша церква у селі Олійникова Слобода відома від 1808 року, коли Іван Черняк, кріпак Браницьких, з дозволу митрополита Серапіона, перевіз свою стару дерев'яну хату на цвинтар та облаштував у ній каплицю. 1857 року каплицю перебудовано під церкву Святої великомучениці Параскеви П'ятниці. У 1883 році поряд з церквою споруджено дзвіницю. 
У 1903-1910 роках, за проектом архітектора Володимира Ніколаєва, було споруджено теперішню дерев'яну церкву Святої Параскеви П'ятниці. 1910 року церкву освячено. 
Під час комуністичної окупації у церкві були розібрані бані, а будівля кілька десятиліть використовувалась як зерносховище. 

### Перехід до Православної церкви України
4 грудня 2022 року відбулись збори парафіян, на яких усі парафіяни одноголосно проголосували за вихід з УПЦ Московського патріархату та перехід до Православної церкви України.

## Архітектура
Церква одноверха, тризрубна, безбанна, з двома цибулеподібними маківками на четвериках над навою та бабинцем. 
У церкві три входи. Крім головного входу до бабинця, є входи до нави, через прибудований присінок, та вівтаря.
Завдяки своєму орнаментальному оздобленню церква є одним з унікальних зразків дерев'яної архітектури Київщини.